# Nørre Herred (Bornholm)

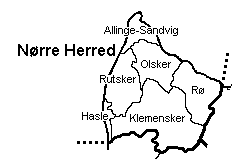
Nørre Herred

Nørre Herred was een van de vier herreder in het voormalige Bornholms Amt. De herred omvatte zes parochies in het noorden van het eiland.
- Allinge-Sandvig
- Rutsker
- Olsker
- Rø
- Hasle
- Klemensker